# Финал Кубка Англии по футболу 1978
Финал Кубка Англии по футболу 1978 года (англ. 1978 FA Cup Final) стал 97-м финалом старейшего футбольного кубкового турнира в мире, Кубка Англии. Матч состоялся 6 мая 1978 года на стадионе «Уэмбли» в Лондоне и закончился со счетом 1:0 в пользу «Ипсвич Таун»

## Отчёт о матче
| Арсенал | 0:1     | Ипсвич Таун |
| ------- | ------- | ----------- |
|         | (отчёт) | Озборн 77′  |

| Арсенал | Ипсвич Таун |